# Telmatobius culeus
Telmatobius culeus és una espècie de granota que viu al llac Titicaca (Perú i Bolívia).